# SP-43
A SP-43 é uma rodovia transversal do estado de São Paulo, administrada pelo Departamento de Estradas de Rodagem do Estado de São Paulo (DER-SP).

## Denominações
Recebe as seguintes denominações em seu trajeto:
Nome:	Mercedes D'Orto, Vereadora	
- De - até:	SP-31 (Iupeba) - Suzano

Nome:	Sem denominação	
- De - até:	Suzano - SP-102 (Taiaçupeba)

## Descrição
É uma rodovia que liga o distrito de Ouro Fino Paulista em Ribeirão Pires até a SP-102 em Mogi das Cruzes, passando por Suzano. Essa rodovia em Mogi das Cruzes é conhecida como Rodovia Quatinga-Barroso e em Suzano é conhecida como Estrada da Quinta Divisão.
Principais pontos de passagem: SP 031 (Iupeba) - SP 102 (Taiaçupeba)

## Características

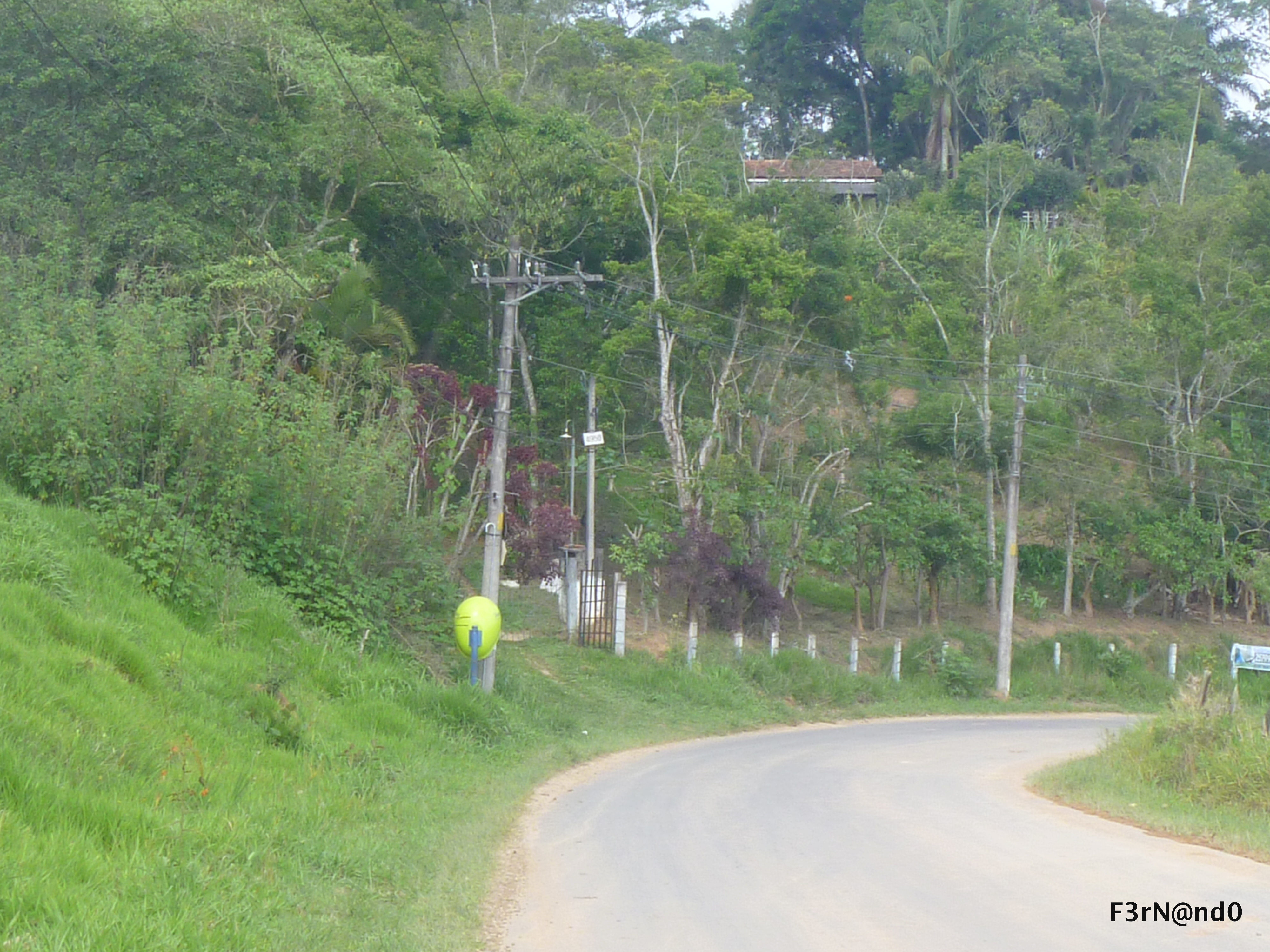
Trecho da SP-43 em Palmeiras de São Paulo.

### Extensão
- Km Inicial: 53,900
- Km Final: 81,150

### Localidades atendidas
- Ouro Fino Paulista
- Palmeiras de São Paulo
- Quatinga
- Taiaçupeba